# Eduard Dössekel
Eduard Dössekel (* 29. Oktober 1810 in Seon; † 4. April 1890 ebenda) war ein Schweizer Jurist und Dichter.

## Leben

### Familie
Eduard Dössekel war der Sohn des Fürsprechers und Politikers Johann Dössekel.
Er war ab August 1837 in Seon mit Amalia Wilhelmine (* 1818 in Zürich), der Tochter des Pfarrers Johannes Irminger (* 1781 in Zürich) und dessen Ehefrau Maria Elisabetha Michel (* 8. April 1792), verheiratet. Gemeinsam hatten sie eine Tochter, Marie Adelen Dössekel (* 1. Juni 1845 in Seon; † 15. Februar 1926 in Weesen), die später Musiklehrerin und Schriftstellerin wurde.
Sein Schwager war der Zeichner, Lithograf und Kupferstecher Carl Friedrich Irminger.
Eduard Dösskel starb in seinem Geburtsort in der Retterswilerstrasse 4.
Sein Nachlass befindet sich im Staatsarchiv Aargau.

### Werdegang
Eduard Dössekel besuchte die Kantonsschule Aarau unter dem Rektor Rudolf Rauchenstein. Danach immatrikulierte er sich zu einem Studium der Rechtswissenschaften an der Akademie Bern (heute Universität Bern) und setzte das Studium 1832 und 1833 an der Universität Heidelberg fort. Nach Beendigung des Studiums und Bestehen des Staatsexamens war er im Rechtsbüro seines Vaters tätig.
Ab 1838 war er als Bezirksrichter und Gerichtspräsident am Bezirksgericht in Lenzburg tätig, bevor er von 1841 bis zu seinem Tod als aargauischer Oberrichter tätig war. Von 1848 bis 1857 war er als Hauptmann Stabsauditor des aargauischen Kriegsgerichts.

### Schriftstellerisches Wirken
Eduard Dössekel begann bereits während seines Studiums mit seiner dichterischen Arbeit und verfasste während des Sommer- und Wintersemesters 1832/33 einen eigenhändig geschriebenen Band Thibaut’s Diktate zu seinen Pandekten.
Er pflegte eine Freundschaft mit dem Juristen und Lyriker Karl Rudolf Tanner, dem er seine geistige Förderung verdankte. Er war auch mit Gottfried Keller sowie Johann Daniel Elster befreundet und war in einer engeren Freundschaft mit Josef Viktor von Scheffel, der ganz in der Nähe wohnte. Weiterhin pflegte er eine Brieffreundschaft mit dem Theologen und Schriftsteller Abraham Emanuel Fröhlich. Später pflegte er eine Bekanntschaft mit dem Novellisten Jakob Frey.
Von 1850 bis 1853 war er, neben Jeremias Gotthelf, den er seit 1837 persönlich kannte, Herausgeber und Autor des Schweizer Jahres-Literaturjournals Alpenrosen, das, mit Unterbrechungen, von 1811 bis 1854 erschien; bereits seit 1848 hatte er dort seine Gedichte veröffentlicht.
Er veröffentlichte Natur-Lieder, Lebens-Bilder und Sinn-Gedichte, die er in seiner Sammlung Zwanzig Gedichte 1848 publizierte. Weiterhin veröffentlichte er 1851 mit Gedichte eine weitere Sammlung seiner Gedichte und 1889 den Band Herbstblüthen, die einen gleich bleibenden Themenkreis formgewandt abhandelten. Weniger konventionell waren seine Aufsätze 1889. Seine Gedanken und Ansichten veröffentlichte er unter anderem 1851 in der Zeitschrift Alpenrosen.
Gemeinsam mit Jakob Frey versuchte er 1858 vergeblich, einen Zusammenschluss der einheimischen Schriftsteller zu erreichen.

## Trivia
Die ältesten vier von fünf Glocken der reformierten Kirche Seon tragen Sprüche von Eduard Dössekel.

## Schriften (Auswahl)
- Zwanzig Gedichte. Druck und Verlag von H. R. Sauerländer, Aarau 1848.
- Gedichte von Eduard Dössekel. J. Vogel, Glarus 1872 (2. Auflage).
- Denksteine und Wegweiser. Comm.-Verl. Christen, Aarau 1875.
- Eine Sammlung von Aufsätzen. Aarau 1889.
- Herbstblüthen: Gedichte. Aarau 1889.